# Apamea occidens
Apamea occidens är en fjärilsart som beskrevs av Augustus Radcliffe Grote 1878. Apamea occidens ingår i släktet Apamea och familjen nattflyn. Inga underarter finns listade i Catalogue of Life.